# Roland Graßberger (Jurist)
Roland Graßberger (* 12. Mai 1905 in Wien; † 10. August 1991 ebenda) war ein österreichischer Jurist, Kriminologe sowie Hochschullehrer.

## Leben
Roland Graßberger, Sohn des Hygienikers Roland Graßberger senior (1867–1956) sowie der Arzttochter Mathilde geborene Rabl (1870–1938), legte die Matura am Gymnasium im Wiener Bezirk Hernals ab, bevor er sich 1924 dem Studium der Rechtswissenschaften an der Universität Wien zuwandt, das er 1928 mit dem Erwerb des akademischen Grades eines Dr. jur. abschloss. Roland Graßberger absolvierte in der Folge Berufspraktika beim Gericht, bei der Feuerwehr der Stadt Wien sowie der Bundespolizeidirektion Wien.
1930 trat Roland Graßberger die Stelle eines unbesoldeten Assistenten am Institut für Kriminologie der Universität Wien an, im Folgejahr habilitierte er sich dort als Privatdozent für Strafrecht und Kriminologie. Ausgestattet mit einem Rockefeller-Stipendium absolvierte Graßberger im Studienjahr 1931/1932 ein Polizeipraktikum in Washington, New York sowie Chicago.
Der während der Zeit des Nationalsozialismus sowie der Annexion Österreichs durch das Deutsche Reich in seiner akademischen Entwicklung durch das Nazi-Regime benachteiligte Graßberger wurde 1946 zum außerordentlichen Professor sowie Leiter des Instituts für Kriminologie der Universität Wien ernannt. 1948 zum ordentlichen Professor des Strafrechts, des Strafprozesses und der Kriminologie befördert, übte Graßberger in den Studienjahren 1954/1955 sowie 1960/1961 das Amt des Dekans der Rechts- und Staatswissenschaftlichen Fakultät, im Studienjahr 1962/1963 jenes des Rektors der Universität Wien aus, 1975 wurde er emeritiert.
Roland Graßberger, Herausgeber der „Kriminologischen Abhandlungen“, Präsident der Gesellschaft für Strafrecht und Kriminologie sowie Ehrenmitglied der Österreichischen Akademie der Wissenschaften, trat insbesondere als Experte bei Branddelikten hervor.
Graßberger bekannte sich dazu „ein Gegner der Homosexualität im ganzen zu sein“ und prägte mit seiner Interpretation der Kriminalstatistik „das Bild des homosexuellen Kinderschänders“ in Österreich, indem er statistisch untermauerte, dass der „männliche Homosexuelle, gleichgültig welchen Alters, [...] in erster Linie kindliche und jugendliche Partner von 12-19 Jahren“ suche. Erst 1971 stellte er klar, dass es bei der „Belastung durch Paidophilile“ „keinen signifikanten Unterschied“ zwischen Homo- und Heterosexuellen gebe. Vor der Strafrechtskommission 1957 befürwortete er als Sachverständiger für homosexuell empfindende Jugendliche die behördliche Zwangsinternierung in Erziehungsanstalten sowie die zwangsweise psychotherapeutische Behandlung. Dieser Meinung folgte die Kommission nicht.

## Publikationen (Auswahl)
- Die Brandlegungskriminalität : Eine Untersuchung über ihre Ausdehnung, Bedingungen und Bekämpfung ; Aus dem Universitätsinstitute für die gesamte Strafrechtswissenschaft und Kriminalistik in Wien, Springer, Wien, 1928
- Die Strafzumessung : Aus dem Universitätsinstitute für die gesamte Strafrechtswissenschaft und Kriminalistik in Wien, Springer, Berlin, Wien, 1932
- Gewerbs- und Berufsverbrechertum in den Vereinigten Staaten von Amerika, Springer, Berlin, Wien, 1933
- Zur Technik des Einbruchsdiebstahls, Reichsanstalt für Film und Bild in Wissenschaft und Unterricht, Berlin, 1943
- Die Lösung kriminalpolitischer Probleme durch die mechanische Statistik, Springer, Wien, 1946
- Psychologie des Strafverfahrens, Springer, New York, Wien, 1950
- Die Unzucht mit Tieren, Springer, New York, Wien, 1968